# Шакота, Милош
Милош Шакота (серб. Милош Шакота, 11 июня 1984, Белград, СР Сербия, СФРЮ) — сербский баскетбольный игрок и тренер, также имеет гражданство Греции. С ростом 205 см выступал на позициях лёгкого и тяжёлого форварда.

## Профессиональная карьера

### В качестве игрока
Выступал за различные клубы, представляющие преимущественно чемпионат Греции: «Ионикос», «Нир Ист», «Эгалео», «Аполлон» (Лимасол), «Арис», ЦСКА (София), «Олимпиас» (Патры), «Аракадикос», «Левадия», «Локрос Атлантис». В сезоне 2003-04 в составе «Ионикоса» принимал участие в розыгрыше Кубка Европы.

### В качестве тренера
Тренерскую карьеру начал в 2015 году в составе «АЕКа», который пригласил его на должность ассистента главного тренера.

## Личная жизнь
Отец Милоша - известный баскетбольный игрок и тренер Драган Шакота. Младший брат, Душан, выступает в чемпионате Греции за клуб «АЕК». Также как отец и младший брат, имеет двойное гражданство Сербии и Греции. 

## Статистика
| Сезон | Команда | Лига         | GP | GS | MPG | FG%   | 3P% | FT% | RPG | APG | SPG | BPG | PFL | TOV | PPG |
| --- | ------- | ------------ | -- | -- | --- | ----- | --- | --- | --- | --- | --- | --- | --- | --- | --- |
| 2003/04 | Ионикос | Кубок Европы | 2  | 0  | 5,5 | 100,0 | -   | -   | 0,5 | 0,0 | 0,0 | 0,0 | 0,0 | 0,5 | 3,0 |
| Всего | Всего   | Всего        | 2  | 0  | 5,5 | 100,0 | -   | -   | 0,5 | 0,0 | 0,0 | 0,0 | 0,0 | 0,5 | 3,0 |
| Наведите курсор мыши на аббревиатуры в заголовке таблицы, чтобы прочесть их расшифровку Статистика приведена с сайта basketball.realgm.com |         |              |    |    |     |       |     |     |     |     |     |     |     |     |     |